# Tassullo
Tassullo est une ancienne commune italienne d'environ 1 950 habitants située dans la province autonome de Trente, dans la région du Trentin-Haut-Adige, dans le Nord-Est de l'Italie. Elle fusionne le 1er janvier 2016 avec Nanno et Tuenno pour former Ville d'Anaunia.

## Culture

### Personnalités liées
- Carlantonio Pilati (1733-1802), juriste, historien et publiciste.

## Administration
| Période                                  | Période | Identité | Étiquette | Qualité |
| ---------------------------------------- | ------- | -------- | --------- | ------- |
|                                          |         |          |           |         |
| Les données manquantes sont à compléter. |         |          |           |         |

### Hameaux
Rallo, Sanzenone, Pavillo, Campo.

### Communes limitrophes
Sanzeno, Cles, Taio, Tuenno, Nanno.